# ウィリアム・ビーン
ウィリアム・ビーン (William Bean 1721年12月9日-1782年5月) は、アメリカ合衆国トランス・アパラチアの開拓者、ロングハンター、ノースカロライナ州ワシントン地区理事。

## 私生活
1721年12月9日、ウィリアム・ビーンはバージニア植民地ノーサンバーランド郡セント・スティーブンス・ペリッシュで生まれた。1741年、リディア・ラッセル(1726年9月29日生)と結婚した。彼らは共にヨーロッパ系の祖先を持ち、後にテネシー州となる地に恒久的に住んだヨーロッパ系アメリカ人初の住民である。

## 未開の地への植民
ビーンはダニエル・ブーンと親しく、ロングハンター仲間であった。1769年、彼は現在のテネシー州ジョンソンシティの近くとなるブーン川とワトウガ川の合流点近くにキャビンを建てた。ビーンがこの地をブーンと訪れたとも、後にテネシー植民地初期に重要な役割を担うこととなる土地投機家のリチャード・ヘンダーソンの代理でブーンと友人であるリチャード・キャラウェイが訪れたとも言われている。
同年後期、テネシーでのヨーロッパ系アメリカ人の恒久的住民初の子供ラッセル・ビーンが誕生した。

## 後年
ビーンのキャビンはすぐに半自治植民地であったワトウガ協会に参加する家族達を招くようになった。
1776年の組織形成後、ビーンはノースカロライナのワシントン地区理事に就任した。

## 逝去
1782年5月、ビーンはノースカロライナのワシントン郡(現テネシー州グレンジャー郡)で亡くなった。

## 名前
後にビーンの子孫は現在のテネシー州グレンジャー郡にビーン・ステーションを創立した。